# Institut Saint-Serge

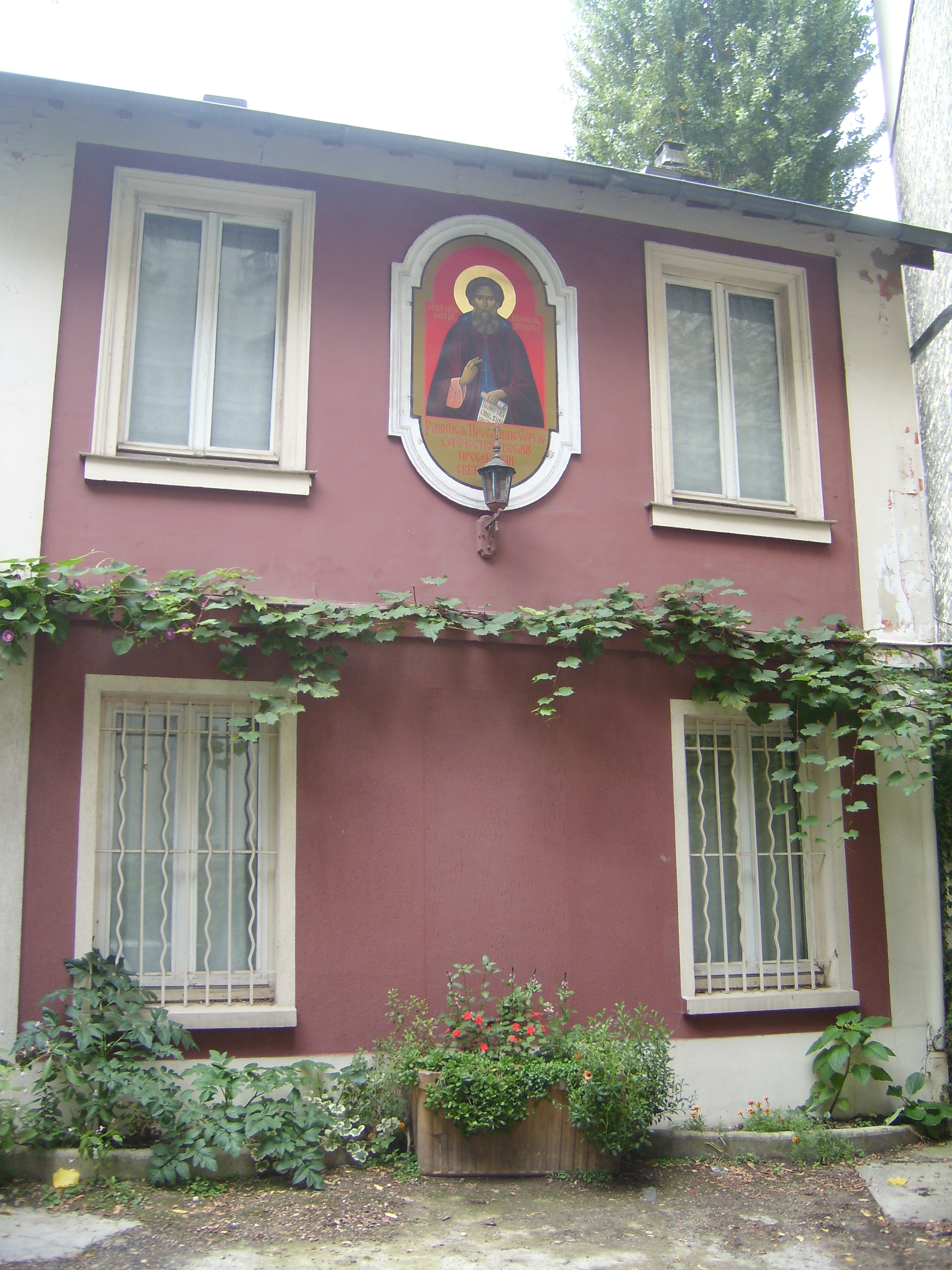
Institut de théologie orthodoxe Saint-Serge (2010)

Das Institut de théologie orthodoxe Saint-Serge (St.-Sergius-Institut für Orthodoxe Theologie) in Paris ist weltweit die einzige französischsprachige Institution, die ein Studium der orthodoxen Theologie auf Universitätsniveau anbietet.

## Geschichte
Friedrich von Bodelschwingh errichtete zwischen 1858 und 1864 eine deutschsprachige lutherische Kirche in Paris für die damals zahlreichen deutschen Arbeiter und ihre Familien. Nach dem Ersten Weltkrieg wurde diese nicht mehr genutzte und beschlagnahmte Kirche vom französischen Staat zum Verkauf angeboten.
Damals gab es in Paris zahlreiche russisch-orthodoxe Gläubige, die wegen der russischen Revolution ihre Heimat hatten verlassen müssen. Ihr geistlicher Leiter, Metropolit Jewlogi Georgijewski (1868–1946), suchte eine Kirche, die gleichzeitig als Gottesdienstraum und theologisches Seminar für die Ausbildung des Priesternachwuchses seiner Diözese dienen sollte.
Durch Spenden der Exilrussen und – initiiert durch John Raleigh Mott – durch Spenden aus der ökumenischen Gemeinschaft wurde der Kauf möglich. Er erfolgte am 18. Juli 1924 (nach orthodoxer Zeitrechnung der 5. Juli), dem Namenstag von Sergius von Radonesch. Deshalb wurden Kirche und Institut unter dessen Patronat gestellt.

## Hochschule
Kurz vor dem Zweiten Weltkrieg bekam das Institut Saint-Serge das Recht, Master-Abschlüsse und Doktorentitel zu verleihen. Während der ersten Jahrzehnte war die Unterrichtssprache Russisch, heute ist sie französisch.

## Ökumene
Das Institut Saint-Serge spielte eine wesentliche Rolle beim Entstehen der ökumenischen Bewegung, an allen großen internationalen Konferenzen die zur Gründung des Weltkirchenrats führten, waren Professoren des Instituts beteiligt.
Professoren des Instituts nahmen als Beobachter am zweiten Vatikanischen Konzil teil und wurden anschließend eingeladen, am Institut Supèrieur d’Etudes Œcuméniques des Institut catholique de Paris zu unterrichten.

## Kirchlicher Status
Kirchenrechtlich untersteht das Institut dem Exarchat der orthodoxen Gemeinden russischer Tradition in Westeuropa und damit seit 2019 der Russisch-Orthodoxen Kirche. Zuvor unterstand das Exarchat dem Ökumenischen Patriarchat von Konstantinopel. Bis 1930 sowie von 1945 bis 1947 und nochmals von 1965 bis 1971 war die Metropolie von Paris schon einmal dem russisch-orthodoxen Patriarchat von Moskau unterstellt.

## Lehrkörper
Metropolit Evlogi sorgte von Anfang an für eine Zusammenarbeit mit hervorragenden Professoren, Theologen und religiösen Denkern, deren Arbeiten stark dazu beitrugen, die orthodoxe Theologie in der westlichen Welt bekannt zu machen.
Zum Lehrkörper gehörten u. a.
- Sergei Nikolajewitsch Bulgakow
- der Patristiker und Pionier der ökumenischen Bewegung Georgi Wassiljewitsch Florowski,
- der Patristiker und Liturgiker Cyprian Kern,
- der Historiker Anton Wladimirowitsch Kartaschow
- der Historiker Georgi Petrowitsch Fedotow
- der Philosoph Wasilij Wasiljevitsch Zenkovsky
- der Pionier der ökumenischen Bewegung Lev Aleksandrowitsch Zander
- der Neutestamentler Cassian Bezobrazov
- der Kirchenrechtler Nicolas Afanasiev
- Paul Evdokimov (Professor 1962–1970)
- Job Gechta (Professor 2002–2007)
- Sophie Deicha (eine der ersten Frauen 1988–2000)

## Absolventen
- Ignatius IV. von Antiochien (1921–2012), griechisch-orthodoxer Patriarch von Antiochien
- Job von Telmessos (* 1974), Erzbischof des Ökumenischen Patriarchats von Konstantinopel
- Serafim Joantă (* 1948), rumänisch-orthodoxer Metropolit für Deutschland, Zentral- und Nordeuropa
- Georges Khodr (1923–2016), griechisch-orthodoxer Erzbischof im Libanon
- John Meyendorff (1926–1992), russisch-orthodoxer Theologe
- Alexander Schmemann (1921–1983), russisch-orthodoxer Theologe